# Cyrtoclytus tazoei
Cyrtoclytus tazoei là một loài bọ cánh cứng trong họ Cerambycidae.